# Vail Pass
Der Vail Pass ist ein Gebirgspass in den Rocky Mountains. Er liegt im Norden des US-Bundesstaats Colorado. Der Pass liegt auf der Grenze der Countys Eagle County und Summit County und verläuft zwischen Vail und Dillon.